# 藏南柳
藏南柳（学名：Salix austrotibetica）为杨柳科柳属下的一个种。

## 扩展阅读
維基物種上的相關：藏南柳